# Colombard
Casta de uva Colombard é originária da França, onde é utilizada em misturas formando o Bordeaux Branco e na produção de aguardentes. Muito cultivada na África do Sul, onde é chamada Colombar, e na Califórnia, onde é conhecida como  Colombard Francesa. 